# John Cecil Currie
John Cecil Currie DSO & dve ploščici MC, britanski general, * 1898, † 1944.